# سيداف صري
سيداف صري (الاسم العلمي:Pteropyrum noeanum) هي نوع من النباتات يتبع جنس السيداف من فصيلة البطباطية.